# Phyllanthus chiapensis
Phyllanthus chiapensis är en emblikaväxtart som beskrevs av Thomas Archibald Sprague. Phyllanthus chiapensis ingår i släktet Phyllanthus och familjen emblikaväxter. Inga underarter finns listade i Catalogue of Life.